# Kolej Prudnicko-Gogolińska

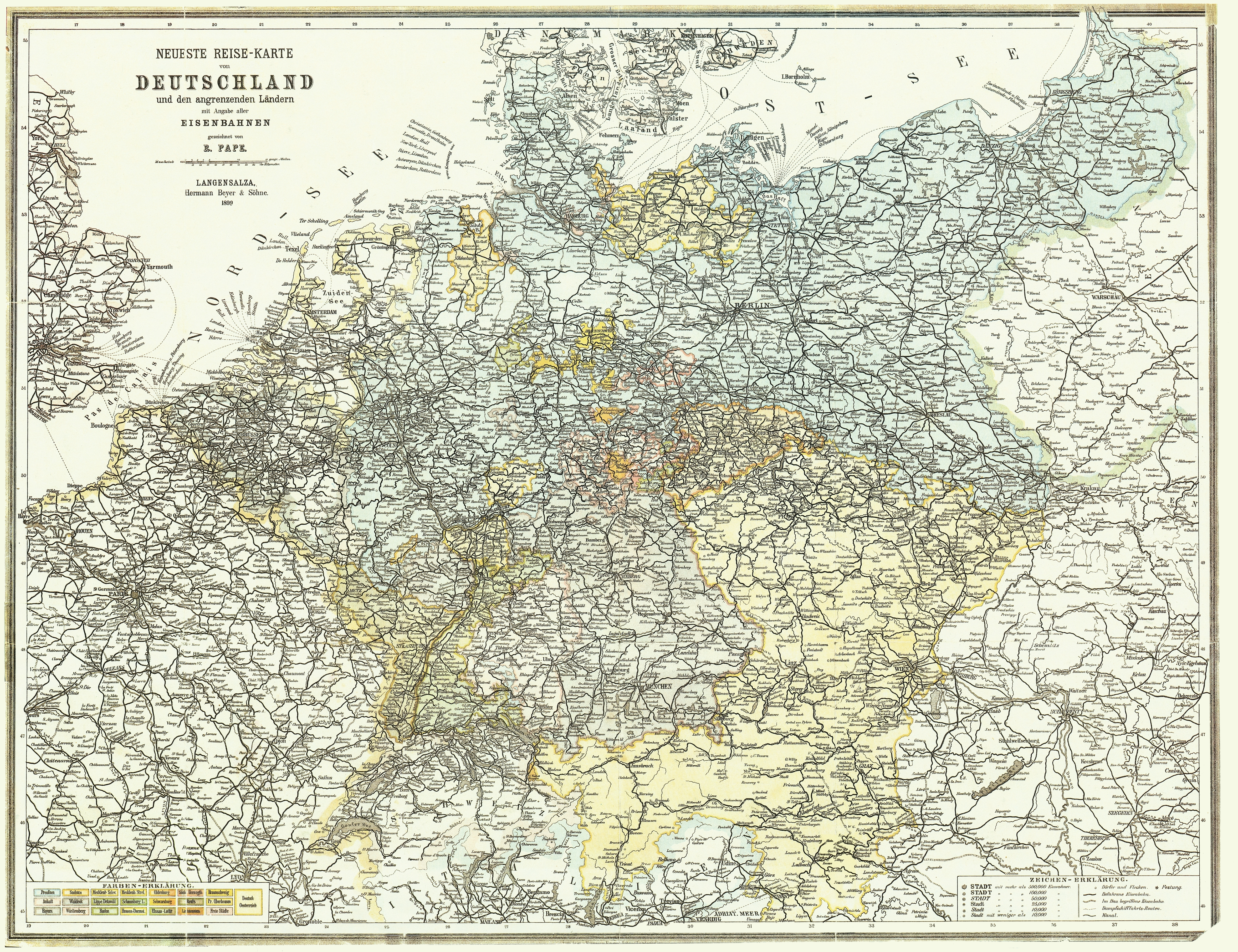
Mapa pruskiej sieci kolejowej z 1899 r.

Kolej Prudnicko-Gogolińska (niem. Neustadt-Gogoliner Eisenbahn, w skrócie NGE) – prywatna kolej w Prusach założona w celu wybudowania linii kolejowej łączącej Prudnik z Gogolinem, która została oddana do użytku 4 grudnia 1896.

## Historia
W 1895 firma Lenz & Co, lokalne samorządy, właściciele papierni w Krapkowicach oraz majątków ziemskich zawiązali spółkę Kolej Prudnicko-Gogolińska z siedzibą w Prudniku, której celem stała się budowa drugorzędnej, normalnotorowej linii lokalnej z Prudnika do Goglina, na stacjach końcowych stycznej z istniejącymi już w tym czasie liniami państwowymi. 19 sierpnia 1895 spółka uzyskała koncesję, po czym przystąpiono do prac budowlanych. Pierwszy odcinek – z Prudnika do Białej Prudnickiej – oddano dla ruchu towarowego 22 października 1896, a już 4 grudnia 1896 oddano do użytku całą linię z Prudnika do Goglina, zarówno dla ruchu towarowego, jak i osobowego. Według niepotwierdzonych źródeł stacja Biała miała się docelowo stać stacją węzłową, za sprawą planów przedłużenia linii Nysa–Ścinawa Nyska do Białej i dalej do Głogówka, gdzie łączyłaby się z linią Kędzierzyn–Nysa.
Lokomotywownię, dyspozyturę i kierownictwo kolei umieszczono w Białej. Tabor spółki składał się z trzech parowozów zbudowanych w Szczecinie (później dokupiono jeszcze trzy), 15 wagonów osobowych, 4 bagażowych i około 50 wagonów towarowych różnych typów. W latach 20. wysłużone parowozy ze Szczecina zostały stopniowo zastąpione przez nowsze i silniejsze parowozy ELNA.

## Trasa
| Nazwa oryginalna    | Nazwa obecna         | Miejscowość  |
| ------------------- | -------------------- | ------------ |
| Neustadt            | Prudnik              | Prudnik      |
| Leuber              | Lubrza               | Lubrza       |
| Neuhof bei Neustadt | Józefówek            | Dobroszewice |
| Zülz                | Biała Prudnicka      | Biała        |
| Krobusch            | Krobusz              | Krobusz      |
| Lonschnik           | Łącznik              | Dębina       |
| Moschen             | Moszna               | Moszna       |
| Zellin              | Zielina              | Kujawy       |
| Klein Strehlitz     | Strzeleczki          | Strzeleczki  |
| Dobrau              | Dobra (nie istnieje) | Dobra        |
| Stöblau             | Steblów              | Steblów      |
| Krappitz            | Krapkowice           | Krapkowice   |
| Ottmuth             | Krapkowice Otmęt     | Otmęt        |
| Gogolin             | Gogolin              | Gogolin      |